# SNOMED CT
SNOMED CT is een medische standaard voor het documenteren en coderen van medische gegevens. SNOMED CT bestaat uit een verzameling medische termen die zijn gecodeerd om door een computer verwerkt te worden. Het omvat gebieden als ziektes, symptomen, verrichtingen, behandelingen, apparatuur en medicatie. Het doel van SNOMED CT is het op een consistente manier indexeren, opslaan, ontvangen en verzamelen van medische data, ongeacht specialisme of zorglocatie. Tevens helpt het de inhoud van medische dossiers te structureren waardoor de variatie in de manieren om gegevens vast te leggen, te coderen en te gebruiken voor zorg en onderzoek wordt beperkt.
SNOMED CT ondersteunt consistente informatie-uitwisseling en is de basis voor een semantisch interoperabel elektronisch medisch dossier. Het kan gebruikt worden om medische gegevens vast te leggen in patiëntendossiers en ondersteunt toepassingen zoals beslissingsondersteuning, koppeling met klinische zorgpaden en kennisbronnen en gedeelde behandelplannen. Daarnaast biedt SNOMED de mogelijkheid om patiëntvriendelijke termen en omschrijvingen te koppelen aan medische termen, die in patiëntportalen en PGO's kunnen worden gebruikt.
Door het veelomvattend karakter SNOMED is de grootste standaard in de Nederlandse basisplaat van Eenheid van Taal, naast LOINC en IDMP
SNOMED CT is onder andere beschikbaar in het Nederlands, Amerikaans Engels, Brits Engels en Spaans, Deens en Zweeds. SNOMED CT is eigendom van SNOMED International. In Nederland is het ministerie van VWS de houder van SNOMED en is Nictiz de beheerder.

## Gebruik
Met SNOMED CT kunnen medische gegevens worden vastgelegd in een elektronisch patiëntendossier op een detailniveau zoals nodig voor zorgverleners. Verder kunnen zorgverleners via SNOMED CT medische gegevens delen zodat het meermaals opvragen van de medische geschiedenis van een patiënt niet meer nodig is. Informatie kan worden vastgelegd door verschillende personen op verschillende locaties en vervolgens gecombineerd worden. Het gebruik van een gestandaardiseerde terminologie verlaagt de kans op een verschil in interpretatie van gegevens, en de eventuele fouten die daaruit voortkomen. Daarnaast vereenvoudigt gestandaardiseerde informatie data-analyse, het doen van onderzoek en de ontwikkeling van toekomstige medische richtlijnen. Een gestandaardiseerde klinische terminologie geeft de zorgaanbieder ook de mogelijkheid om patiënten te identificeren op basis van specifieke gecodeerde informatie en om de screening, behandeling en het volgen van patiënten efficiënter te organiseren.

### Toegang tot SNOMED CT
SNOMED CT wordt onderhouden en verspreid door SNOMED International, een internationale non-profitorganisatie voor het ontwikkelen van terminologiestandaarden. Het gebruik van SNOMED CT in productiesystemen vereist een licentie. Er zijn twee licentiemodellen. Aan de ene kant kan SNOMED CT worden verkregen via landdeelname aan SNOMED International (tegen betaling op basis van bruto nationaal product). Daarnaast kan SNOMED CT gebruikt worden via een bedrijfslicentie (afhankelijk van het aantal eindgebruikers). Ontwikkelingslanden kunnen SNOMED CT gratis gebruiken.
Voor medisch informatiekundig wetenschappelijk onderzoek, voor demonstraties of testdoeleinden kunnen de SNOMED CT-bronbestanden gratis worden gedownload en gebruikt.
De originele SNOMED CT-bronbestanden zijn beschikbaar voor geregistreerde gebruikers die een overeenkomst hebben getekend op het Member Licensing and Distribution Service (MLDS) portaal.
Er zijn verschillende online- en offline-browsers beschikbaar.

## Structuur
SNOMED CT bevat meer dan 350.000 unieke concepten. Hiervan is het relevantie deel, ca. 275 000, in het Nederlands beschikbaar. Deze concepten zijn numerieke codes die staan voor medische termen. Deze zijn georganiseerd in taxonomische hiërarchieën, van algemeen naar meer specifiek. Dit biedt de mogelijkheid gedetailleerde medische data vast te leggen en deze op een later moment in te zien, te combineren of te onderzoeken.
De verschillende concepten zijn verbonden aan medische termen of zinsneden, omschrijvingen genoemd. Deze omschrijvingen zijn een fully specified name, een voorkeursterm (preferred term) of een synoniem. Elk concept heeft een enkele, unieke fully specified name. Daarnaast kan een concept een voorkeursterm hebben, die is gekozen door een groep medici als zijnde de meest gebruikelijke manier om de betekenis van een concept te beschrijven. Ten slotte kan een concept één of meerdere synoniemen hebben.
Verder zijn er ongeveer 1.360.000 semantische relaties tussen de verschillende concepten. Deze relaties vormen formele definities en beschrijven verschillende eigenschappen van het concept waaraan ze verbonden zijn.

### Groepen van begrippen
SNOMED CT bevat de volgende groepen van begrippen:
| Lichaamsstructuur                | Waarneembare entiteit            | Gegevensobject                  |
| -Morfologisch afwijking          | Organisme                        | Situatie met expliciete context |
| Klinische bevinding              | Farmaceutisch/biologisch product | Sociale context                 |
| -Bevinding                       | Fysieke kracht                   | Speciaal concept                |
| -Aandoening                      | Fysiek object                    | Monster voor analyse/onderzoek  |
| Omgeving of geografische locatie | Verrichting (ingreep)            | Beoordelingsschalen             |
| Gebeurtenis                      | Kwalificatiewaarde               | Substantie                      |

Tabel 1 SNOMED CT Groepen van begrippen

### Formeel model

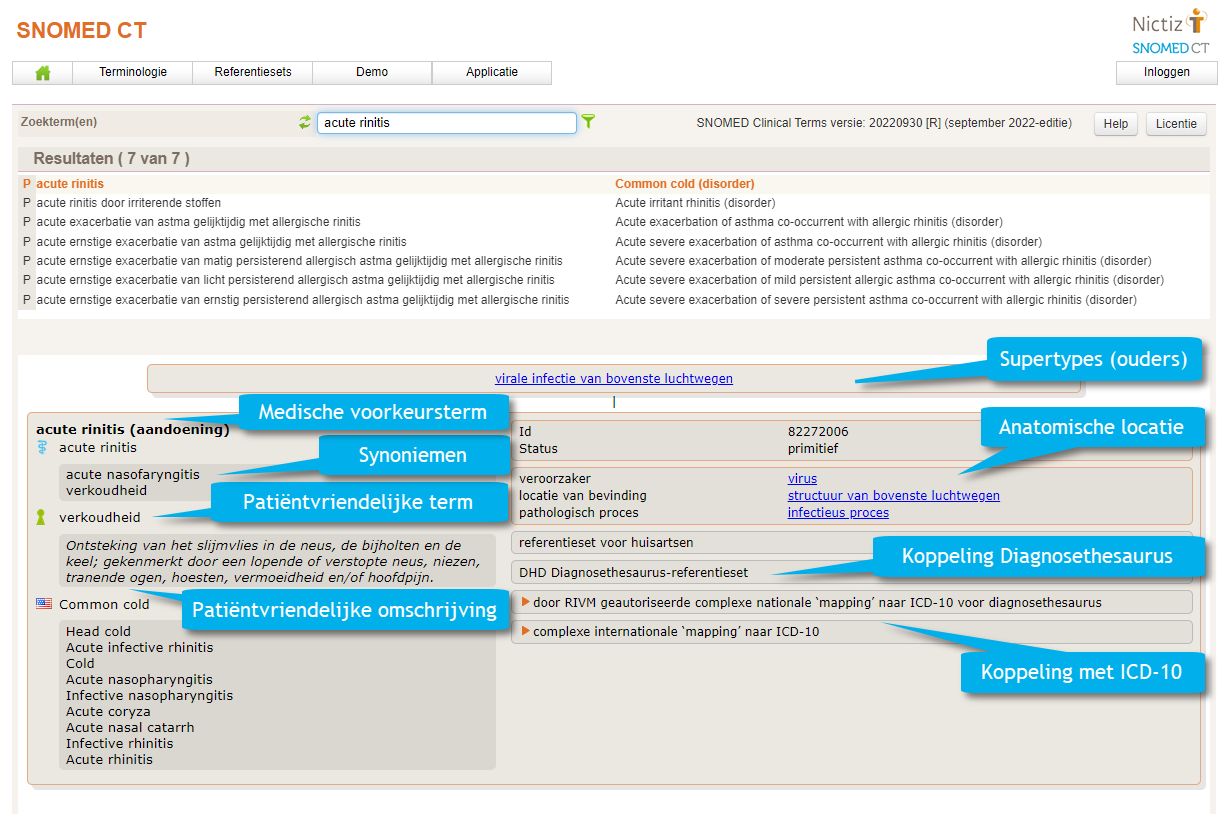
Afbeelding 1: Acute rinitus (verkoudheid) gemodelleerd in [https://terminologie.nictiz.nl/art-decor/snomed-ct?conceptId=82272006 SNOMED browser

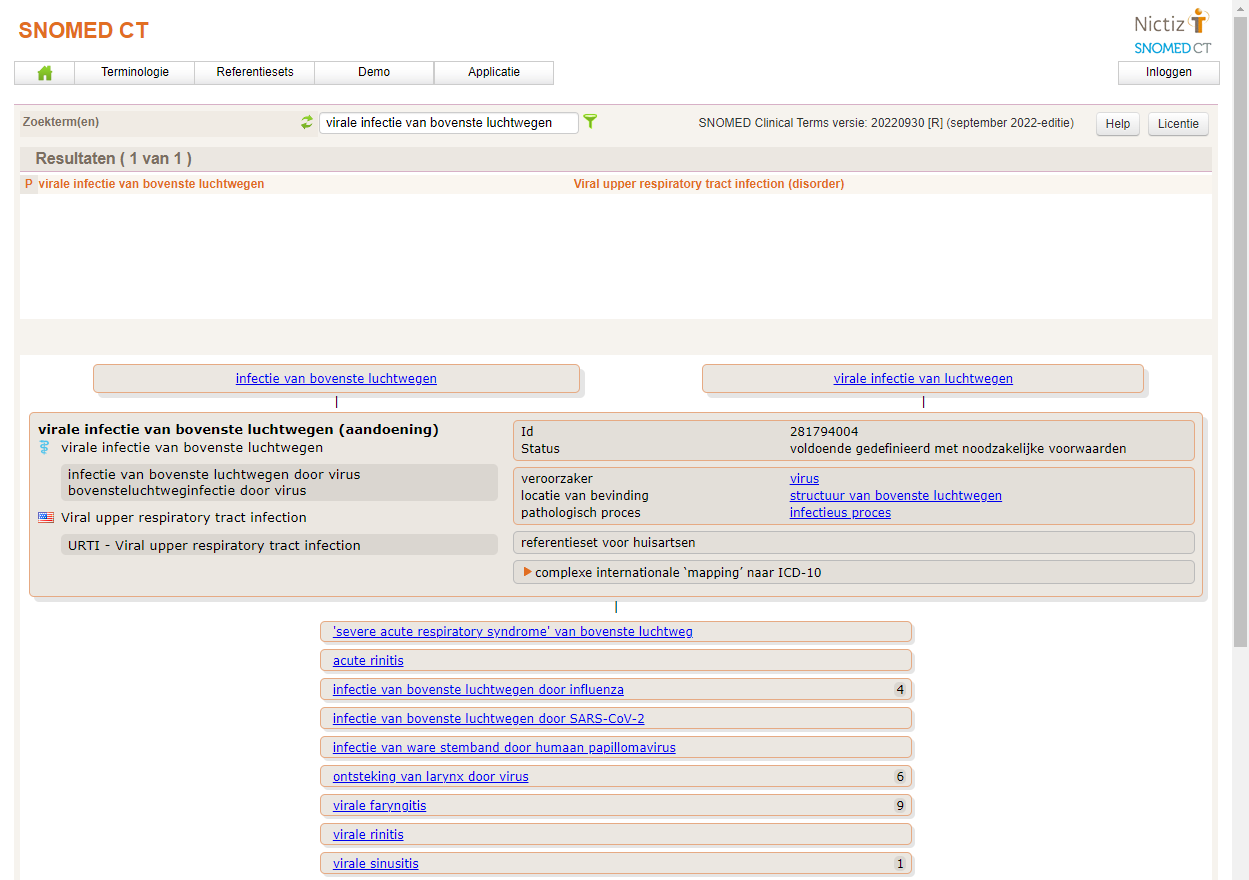
Afbeelding 2: Een "is-een"-relatie – Hiërarchie en Volledig gedefinieerd concept

SNOMED CT-concepten worden met elkaar verbonden door semantische relaties van een klein aantal relatietypes (koppelingsconcepten genoemd). De "is een"-relatie vormt de taxonomische ruggengraat van het systeem. De andere relaties worden gebruikt in formele axioma's die de betekenis van concepten verfijnen. Voorbeelden van dergelijke relaties zijn "is gelokaliseerd in" en "is onderdeel van".
Op deze manier vormt SNOMED CT een meertalige thesaurus met een ontologische basis. Thesaurusachtige functies zijn concept-term-relaties als de synoniembeschrijvingen "acute rinitis", "acute nasafaryngitis", "verkoudheid" (naast het en het Engelstalige “common cold”, “acute coryz") voor concept 82272006.
Ontologisch gezien is SNOMED-CT een hiërarchie van klassen (met in tegenstelling tot typisch statistische classificaties zoals ICD-10 een overlap in klassen). Dit betekent dat het SNOMED CT-concept 82272006 de klasse definieert van alle individuele ziekte-instantiaties die voldoen aan de criteria voor verkoudheid (dat wil zeggen dat een patiënt waarvoor neusverkoudheid is vastgelegd en een andere patiënt waarvoor Acute coyza is vastgelegd beiden als instantiaties van het type "common cold" worden beschouwd). De superklasse-relatie ("is-een"-relatie) verbindt klassen in termen van inclusie van haar leden. Dat wil zeggen: alle individuele "verkoudheids-beelden" worden meegenomen in de superklasse van "virale Infectie van de bovenste luchtwegen" (zie afbeelding 1).
Per definitie zijn de voorwaarden voor het behoren tot een klasse in SNOMED CT (impliciet) gebaseerd op de semantiek van Description Logic (DL). Dat wil zeggen, Verkoudheid heeft de beperking "veroorzaker - Virus", wat overeenkomt met de eerste-orde uitdrukking:
forall x: instance-of (x, Common cold) → exists y: instance-of (y, Virus) and causative-agent (y, x)
of, de intuïtievere DL-uitdrukking:
Common cold subClassOf causative-agent some Virus
In afbeelding 1 is de conceptbeschrijving “primitief”, dat wil zeggen dat criteria zijn gegeven waar iedere instantiatie aan moet voldoen, zonder dat deze criteria voldoende zijn om een ziekte te classificeren als een instantiatie van Verkoudheid.
Als tegenhanger geeft afbeelding 2 een volledig beschreven ("fully defined") concept, die in DL als volgt wordt weergegeven:
Viral upper respiratory tract infection equivalentTo
Upper respiratory infection and Viral respiratory infection and
Causative-agent some Virus and
Finding-site some Upper respiratory tract structure and
Pathological-process some Infectious process
Dit betekent dat ieder individueel ziektebeeld dat voldoet aan alle gedefinieerde criteria, geclassificeerd kan worden als een instantiatie van Virale Infectie van de Bovenste luchtwegen.

### Post-coördinatie
SNOMED CT heeft een syntaxis die postcoördinatie door gebruikers toestaat, zoals een ernstige verbranding van de handpalm:
```
284196006 | brandwond van handpalm | :
246112005 | ernst | = 24484000 | ernstig |,
363698007 | locatie van bevinding | = 321472003 | structuur van de handpalm |,
246075003 | veroorzaker | = 47448006 | heet water |
```

Hoewel browsers als de SNOMED browser van SNOMED International deze syntaxis ondersteunen, wordt postcoördinatie bijna niet toegepast in het medische proces, omdat het te complex blijkt voor de gebruiker en niet voldoende wordt ondersteund door codeer-toepassingen. DL-specifieke syntaxis, bijvoorbeeld de Manchester Syntax, zoals deze is ontwikkeld bij de Semantic Web-gemeenschap zou intuïtiever moeten zijn, maar alsnog is semantische verduidelijking nodig voor SNOMED CT-specifieke syntaxiselementen zoals de Role Group.

## Bekende tekortkomingen en migratie strategieën
Voorgaande SNOMED-versies hadden een structuur georganiseerd volgens semantische assen. Dit zorgde ervoor dat complexe situaties moesten worden gecodeerd met behulp van een samenstelling van verschillende SNOMED-codes (postcoördinatie). Deze aanpak had twee belangrijke tekortkomingen. Ten eerste was de noodzaak van post-coördinatie niet erg gebruikersvriendelijk, wat heeft bijgedragen aan de vrij lage adoptie van de eerste SNOMED-versies. Ten tweede was uniforme codering moeilijk te realiseren. Bijvoorbeeld: "Acute appendicitis" kon op drie manieren gepost-coördineerd worden zonder de mogelijkheid om de semantische gelijkheid van deze codes te controleren.
SNOMED RT ving dit probleem op door middel van de introductie van DL-formules. Met de toevoeging van CTV3 werd een groot aantal concepten opnieuw gedefinieerd met behulp van formele uitdrukkingen. Echter, het samengaan met CTV3, een historisch gegroeide terminologie met vele gebruikersvriendelijke beschrijvingen, bracht enkele problemen met zich mee die nog steeds doorwerken in SNOMED CT. Naast een verwarrend taxonomisch web met veel hiërarchische niveaus en een hoge mate van meervoudige-overerving (er zijn bijvoorbeeld 36 taxonomische voorouders voor Acute appendicitis), hebben vele ambigue, context-afhankelijke concepten een plaats in SNOMED CT gekregen. Pre-coördinatie was in sommige gevallen in extreme mate doorgevoerd: zo zijn er bijvoorbeeld 350 verschillende concepten voor verbrandingen op het hoofd.
Een ander probleem van SNOMED CT is de zogenaamde epistemic intrusion. In principe zou de taak van terminologie (en zelfs een ontologie) moeten worden beperkt tot het context-vrij aanbieden van de betekenis van termen of klassen. Het in context brengen van deze te representeren eenheden, is in het ideale geval de taak van een informatiemodel. Menselijke taal is niet eenduidig, omdat wij gebruikmaken van syntactisch gelijke uitdrukkingen om typen te benoemen die in categorie (soort) verschillen, bijvoorbeeld "ectopic pregnancy" en "suspected pregnancy". De eerste term verwijst naar een daadwerkelijke zwangerschap, de tweede naar een stukje (onzekere) informatie. In SNOMED CT zijn de meeste (maar niet alle) van deze context-afhankelijke concepten bij elkaar gebracht in het hoofdstuk "Situation with explicit context". Een belangrijke reden waarom dergelijke concepten niet kunnen worden vermeden is het feit dat SNOMED CT, in veel gevallen, de functionaliteit van informatiemodellen overneemt omdat deze functionaliteit niet bestaat in huidige implementaties.
Met de oprichting van de IHTSDO kwam SNOMED CT beschikbaar voor een groter publiek. Vanaf het begin stond de IHTSDO open voor (ook academische) kritiek. Gedurende de laatste jaren is er een aanzienlijke vooruitgang geboekt ten aanzien van de kwaliteitsborging en beschikbare toepassingen. De behoefte aan meer ontologische onderbouwing werd geleidelijk geaccepteerd, evenals een beter begrip van de Description Logic semantiek. Er is prioriteit gegeven aan het opnieuw ontwerpen van observaties, ziektebeelden, bevindingen, stoffen, organismes, enzovoort.
Er zijn richtlijnen voor vertaling, voor het opvragen van inhoud en voor de inclusie van geprecoördineerde inhoud uitgewerkt. Er zijn nog steeds tekortkomingen met betrekking tot de "ontologische commitment" van SNOMED CT. Een voorbeeld is de verduidelijking over welke entiteit een instantiatie is van een gegeven SNOMED CT-concept. Dezelfde term kan worden geïnterpreteerd als een ziektebeeld of als een patiënt met een ziektebeeld. Een ander voorbeeld: de term "tumor" kan een proces aanduiden of een deel van een weefsel en "allergie" kan wijzen op een allergische reactie of juist op een allergische aanleg.
Het toegenomen gebruik van SNOMED CT in de gezondheidszorg over de gehele wereld zorgt voor een meer betrokken gemeenschap. Dit heeft geleid tot een toename van de middelen voor het opnemen van SNOMED CT-termen alsmede een toename in samenwerkingsverbanden om SNOMED CT uit te werken tot een robuuste industriële standaard. Dit leidt tot een toename van het aantal softwaretoepassingen en de ontwikkeling van materialen die bijdragen aan implementatie van SNOMED CT.

## Relaties met andere standaarden
SNOMED International werkt samen met wereldwijde organisaties zoals de Wereldgezondheidsorganisatie (ICD-10), HL7, OpenEHR, World Organization of Family Doctors (WONCA), NANDA International, Regenstrief (LOINC), IUPAC (chemical science), DICOM, GMDN (medical devices) en Orphanet voor wereldwijde harmonisatie van standaarden op het gebied van terminologie, classificaties en codestelsels.